# Cantón de Senones
El cantón de Senones era una división administrativa francesa, que estaba situada en el departamento de Vosgos y la región de Lorena.

## Composición
El cantón estaba formado por dieciocho comunas:
- Ban-de-Sapt
- Belval
- Châtas
- Denipaire
- Grandrupt
- Hurbache
- La Petite-Raon
- Le Mont
- Le Puid
- Le Saulcy
- Le Vermont
- Ménil-de-Senones
- Moussey
- Moyenmoutier
- Saint-Jean-d'Ormont
- Saint-Stail
- Senones
- Vieux-Moulin

## Supresión del cantón de Senones
En aplicación del Decreto n.º 2014-268 de 27 de febrero de 2014, el cantón de Senones fue suprimido el 22 de marzo de 2015 y sus 18 comunas pasaron a formar parte del nuevo cantón de Raon-l'Etape.